# Luchthaven Asmara
Luchthaven Asmara, ook bekend als Internationale luchthaven Johannes IV (IATA: ASM, ICAO: HHAS) is een luchthaven in Asmara, de hoofdstad van Eritrea.
In 2004 bediende de luchthaven 136.526 passagiers (+ 18% op 2003). Luchthaven Asmara heeft sterke capaciteitsbeperkingen, vanwege de te kleine terminal, korte landingsbaan en de hoogte. Dat betekent dat grote vliegtuigen (zoals de MD-11, A380 en de Boeing 747) niet kunnen vliegen naar de luchthaven. Vliegtuigen van deze grootte moeten Luchthaven Massawa gebruiken, aan de Eritrese kust.

## Luchtvaartmaatschappijen en Bestemmingen
- EgyptAir - Cairo
- Lufthansa - Frankfurt, Jeddah
- NasAir - Doha, Dubai, Jeddah, Khartoum, Massawa, Nairobi, Asseb
- Yemenia - Sana'a
- Turkish Airlines - Istanboel